# Distretto di Chust (Ucraina)
Il distretto di Chust (in ucraino Хустський район?) è un distretto nell'oblast' della Transcarpazia in Ucraina. Il suo centro amministrativo è la città di Chust. Ha una popolazione di 265 845 abitanti.
Il 18 luglio 2020, come parte della riforma amministrativa dell'Ucraina, il numero di distretti dell'oblast della Transcarpazia è stato ridotto a sei e l'area del distretto di Chust è stata notevolmente ampliata.